# 恆齒
恒齿亦称恒牙，是指人類和多数哺乳动物幼年时期乳牙脱落后，再生的第二套和最终一套牙齒。
人類通常在6-7歲乳齒開始脱落，被恒齒自門齒位置逐漸取代。恒齒全部出齐共有32顆：
- 上下门齒（切牙），一共8顆
- 上下犬齒（尖牙），一共4顆
- 上下前臼齒（前磨牙），一共8顆
- 上下臼齒（磨牙），一共8~12顆

最後四顆臼齒也称智齿，一般在18-22歲出現，也有些人智齿部分或全部终生不出，故可見牙齒只有28-32顆。